# Ubacisi capensis
Ubacisi capensis là một loài nhện trong họ Cyatholipidae. Chúng là loài duy nhất trong chi Ubacisi.